# Oldal Lajos
Oldal Lajos (Cegléd, 1894. június 18. – Cegléd, 1979. október 28.) magyar festőművész

## Élete
Oldal Lajos 1894. június 18-án született Cegléden. A Ceglédi Királyi Főgimnázium (ma Ceglédi Kossuth Lajos Gimnázium) négy osztályának elvégzése után a MÁV szolgálatába lépett, s előbb mint rajzoló, majd mint műszaki díjnok, 1918-tól mint irodakezelő a helybeli osztálymérnökségen működött. A ceglédi állomáshoz 1926-ban helyezték át. A ceglédi gimnáziumban V. osztályos tanulóként 1911-ben félbeszakadt tanulmányait 1928-ban, a jászberényi József Nádor Reálgimnáziumban tudta folytatni. Az Országos Képzőművészeti Főiskola kecskeméti művésztelepén három évig Révész Imre irányítása mellett tanult. Beutazta Ausztria, Németország, Svájc, Olaszország, Hollandia, Csehország, Horvátország és Szerbia nagyrészét. Az első világháború alatt a Ceglédi Újságnak, azután a Ceglédi Életnek volt munkatársa. A MÁV-nál főellenőrként 1946-os nyugdíjazásáig dolgozott.

## Magánélete
Oldal Lajos 1920-ban megnősült, felesége Ladányi Margit (1897-1991). 
Három gyermekük született, Margit (1921-1990), Lajos (1925-2001) és Zoltán (1933-2000). 
Hét unokájuk : dr. Fábián Gyula (1949-2011), Fábián Dénes Zoltán festő, grafikus (1951-), Fábián Zoltán (1955-1975), Oldal Zsolt (1951-2008), Oldal Csilla (1957-), Oldal Éva (1958-) és Oldal Zoltán (1969-)

## Munkássága
Sem a változó politikai rendszerek, sem festészeti "izmusok" nem térítették le útjáról. Hol az "amatőrség", hol a "tanult festő" ráerőszakolt státusa bélyegezte meg. A naiv művészetektől elkülönítette műveltsége, európaisága, amikor program lett a tanulatlan őstehetség felkarolása. Majd később az lett a "bűne", hogy "modern" se volt. Munkáiban ott élnek a volt ceglédi házak, utcák, mezők, virágok, a magyar táj, a kétkezi, hétköznapi foglalatosságukat végző emberek, őrizve szeretett városa múltját, rég eltűnt világát.

## Kiállításai
- 1925. augusztus 30. - Cegléd, városházi képkiállítás
- 1947. július 6. - Budapest, Ernst Múzeum
- 1957. július 6. - Délpestmegyei Képzőművészek első kiállítása, Cegléd, Kossuth Múzeum
- 1958. augusztus - Északpestmegyei Képzőművészeti Kiállítás, Szentendre, Ferenczy Károly Múzeum[2]
- 1959. február - önálló gyűjteményes kiállítás, Cegléd, Kossuth Múzeum
- 1965. április - Ceglédi festők kiállítása a Kossuth Múzeumban[4], Cegléd
- 1965. július 8. - Budapest, Vasutas Szakszervezet székháza
- 1970. május - képzőművészeti kiállítás, Cegléd,  Kossuth Múzeum[5]
- 1976. április 4. - Érd
- 1994. október - 100 éves posztumusz kiállítás, Ceglédi Kossuth Lajos Gimnázium
- 2004. október - 110 éves posztumusz kiállítás, Ceglédi Kossuth Lajos Gimnázium. A kiállításról a Ceglédi Városi Televízió is műsort készitett.[6]
- 2021. október 22. - "Színek és faktúrák" kiállítás, Cegléd, Kossuth Múzeum
- 2024. december 13 - 2025. február 23. - 130 éves posztumusz kiállítás és könyvbemutató, Cegléd, Kossuth Múzeum[7][8]. A kiállításról a Ceglédi Városi Televízió is műsort készített: Életmű kiállítás és könyvbemutató. YouTube. Képek a kiállításról és értesítés a kiállítás időtartamának meghosszabbításáról[9] 2025. március 2-ig[10].

## Érdekességek
- Oldal Lajos Cegléden, a Virág utca 12-es szám alatt élt és alkotott (azóta megváltozott a házszám a szaporodó telkek miatt). Az itt található ház 1941-ben épült a festő útmutatásai és tervei alapján. Az épület egy toronnyal is rendelkezik, amelyet a festő műteremként használt.
- Oldal Lajos festőművész a két világháború közötti időszakban vonattal utazta be Európát, és mindig magával vitte kerékpárját. Utazásai során számos helyszínről vázlatokat készített és képeslapokat küldött.
- "Dr. Szabó Alfréd a közelmúltban bukkant rá olyan dokumentumokra, amelyek azt bizonyítják, hogy a Toldy Ferenc önképzőkörrel párhuzamosan a diákok egy csoportja az 1910-es években működtetett egy titkos önképzőkört is. Létrehozásának okát nem tudjuk. A tagok közül csak kevés diák nevét ismerjük, mert a jegyzőkönyvekben  álnéven szerepelnek."[11]
- 1912 és 1917 között Oldal Lajos (titkos nevén: Tell)[2] alapító tagja volt egy akkori gimnazistákból álló titkos irodalmi társaságnak, a Csokonai körnek, ami a Pais Dezső által vezetett gimnáziumi önképzőkör “ellen-köreként” jött létre.  A fiatalok verseket, novellákat, tanulmányokat írtak, felolvasták és bírálták egymás munkáit. A háromkötetes “Aranykönyv” őrzi legsikerültebb írásaikat, valamint “A mi világunk” nevet viselő bőrkötéses album, ami ma már a ceglédi Kossuth Múzeum tulajdonába került a család jóvoltából.[12]